# Kněžnice, Jičín
Kněžnice là một làng thuộc huyện Jičín, vùng Královéhradecký, Cộng hòa Séc.